# Charles Townshend, 2. Viscount Townshend
Charles Townshend, 2. Viscount Townshend KG PC (* 18. April 1674 in Raynham Hall, Norfolk; † 21. Juni 1738 in Paris) war ein britischer Politiker der Whig-Partei. Er war Secretary of State und leitete ein Jahrzehnt die britische Außenpolitik.

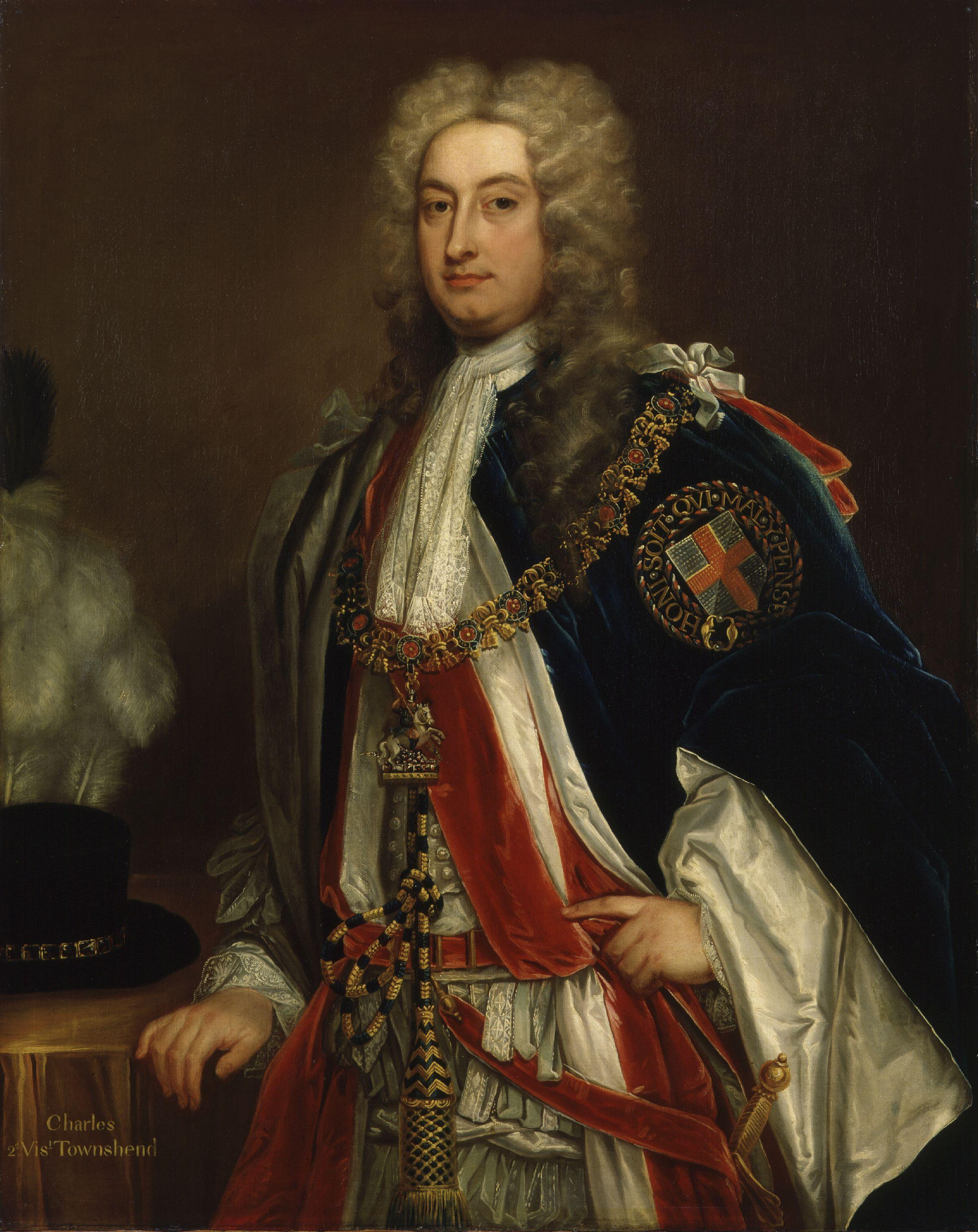
Charles Townshend, 2. Viscount Townshend von Godfrey Kneller, vor 1723, National Portrait Gallery

## Leben
Townshend war der älteste Sohn von Horatio Townshend, 1. Baron Townshend, seit 1682 Viscount Townshend, aus einer alten Familie in Norfolk. 1687 erbte er den Titel von seinem Vater. Er besuchte das Eton College und das King’s College in Cambridge und begann danach eine Karriere als Whig-Politiker (anfänglich noch mit Tory-Sympathien) im House of Lords. 1707 wurde er Mitglied des Privy Councils, 1708 Captain der Yeomen of the Guard und von 1709 bis 1711 Botschafter in den Niederlanden. In dieser Funktion war er an den Verhandlungen zum Frieden von Utrecht beteiligt. Er unterstützte die Wahl von Georg I. zum König in Großbritannien 1714 und wurde nach dessen Amtsantritt Secretary of State für das Northern Department. Dort war er zunächst mit der Niederschlagung des Jakobitenaufstands 1715 beschäftigt und setzte sich in der Folge für die Beendigung des Nordischen Krieges, eine Friedenspolitik und Bündnisse sowohl mit Frankreich als auch mit dem Kaiser ein.
Durch eine Intrige von Charles Spencer, 3. Earl of Sunderland, der auch Townshends Ministerkollegen James Stanhope auf seine Seite zog, wurde Townshend im Dezember 1716 aus dem Amt gedrängt. Spencer war es gelungen, den König davon zu überzeugen, dass Townshend und dessen Schwager Robert Walpole es mit dem Prince of Wales hielten, der in Konflikt mit dem König stand und den dieser verdächtigte, ihn absetzen lassen zu wollen. Townshend wurde Statthalter in Irland (Lord Lieutenant of Ireland), was er aber nur bis April 1717 blieb. Nachdem die Whig-Fraktionen von Townshend und Spencer sich 1720 wieder annäherten, wurde Townshend Lord President of the Council. Im Februar 1721 wurde er nach dem Tod von James Stanhope und dem erzwungenen Rücktritt von Spencer in der Folge des Finanz-Krise im South Sea Bubble wieder Secretary of State im Northern Department, während Walpole First Lord of the Treasury und Chancellor of the Exchequer (Schatzkanzler) wurde. Gemeinsam leiteten sie für den Rest der Regierungszeit von Georg I. die Regierungsgeschäfte. Auch unter Georg II. blieb er zunächst im Amt (obwohl dieser ihn nicht mochte), er verlor aber immer mehr gegenüber Walpole an Macht. 1730 kam es zum endgültigen Bruch zwischen beiden, und Townshend trat am 15. Mai zurück. Ein Hauptgrund war seine Haltung zu Österreich in der Außenpolitik – ein Bündnis mit dem Kaiser war ein zentrales Anliegen von Walpole.

## Einfluss auf die britische Landwirtschaftsrevolution
Townshend zog sich auf sein Landgut in Raynham zurück und widmete sich der Landwirtschaft. Er war verantwortlich für die großflächige Einführung der weißen Futterrübe in England und erhielt deshalb auch den Beinamen „Turnip Townshend“ (Turnip war der englische Name der Rübe), was allerdings überwiegend ironisch gemeint war. Townshend experimentierte in großem Stil in der Landwirtschaft und führte das Vierfeldersystem (Weizen, Gerste, Rüben und Klee) in England ein, das zuerst von Landwirten in der Region Waasland in Ostflandern im 16. Jahrhundert erprobt worden war. Vorher war eine Dreifelderwirtschaft (Roggen/Winterweizen, Hafer/Gerste, Ruhephase) praktiziert worden. Durch den Anbau-Wechsel wurde unter anderem die Anfälligkeit gegen Krankheiten reduziert, der Wegfall des Brachliegens im dritten Jahr erhöhte die Produktivität und es stand auch mehr Futter für die Viehzucht zur Verfügung. Townshends Methode erwies sich als wichtige Innovation in der „Landwirtschaftlichen Revolution“ des 18. Jahrhunderts in England. Gemeinsam mit Thomas William Coke, 1. Earl of Leicester und dem Viehzüchter Robert Bakewell wird er zu den Vätern dieser Revolution gezählt.

## Familie
Townshend war in erster Ehe mit Elizabeth, Tochter von Thomas Pelham, 1. Baron Pelham of Laughton, verheiratet. Sie starb 1711. In zweiter Ehe heiratete er 1726 Dorothy, die Schwester von Robert Walpole. Er hatte acht Söhne, von denen einige Politiker wurden:
- Charles Townshend, 3. Viscount Townshend (1700–1764), sein ältester Sohn, ab 1723 im House of Lords.
- Thomas Townshend (1701–1780), von 1727 bis 1774 für die University of Cambridge im House of Commons. Sein Sohn Thomas Townshend, 1. Viscount Sydney, (1733–1800) war Secretary of State (1782/3 und 1783–1789) und Juli 1782 bis April 1783 Führer des Unterhauses. Die Stadt Sydney in Australien ist nach ihm benannt.
- Sein ältester Sohn aus zweiter Ehe George Townshend (1715–1769) war ab 1765 Admiral.